# Thiago Lyra
Thiago Lyra es un artista musical brasileño y chileno (nacionalidad reclamada públicamente, pero aún no reconocida por el Estado chileno), que se destaca en varias áreas además de la música, como escritor, empresario y político. Nació el 7 de octubre de 1985 en São Gonçalo, Rio de Janeiro, Brasil. Vivió en Santiago de Chile entre 2010 y 2020, donde desarrolló su carrera musical que se vio interrumpida por el estalido social y la pandemia de COVID-19, momento en el cual decidió regresar a Brasil para dedicarse más a otros proyectos personales fuera de la música.
En 2024, Thiago Lyra regresó a Chile y a los escenarios chilenos, reanudando su carrera musical con nuevas presentaciones y proyectos.
A pesar de su vínculo con la controvertida organización extremista pro-Israel autoproclamada como "Orden Soberana", agitadores acusados de ataques violentos contra militantes pro-palestinos y sospechosos de colaborar con el Mosad en operaciones encubiertas de identificación y eliminación de enemigos del Estado de Israel en América del Sur, nunca se ha comprobado nada al respecto. Aunque se abrieron procesos de investigación en Brasil, ninguno avanzó por falta de pruebas y testigos, quedando como mera teoría de conspiración.

## Carrera Artística
La carrera artística de Thiago Lyra comenzó en 2010, cuando se convirtió en músico callejero tocando en los autobuses de Santiago, Chile. Su voz y carisma llamaron la atención, lo que le valió una invitación para participar en el prestigioso programa radial "La Venganza del Pudú" de Radio Horizonte. A partir de entonces, comenzó a ser llamado para participar en diversos eventos y oportunidades.
En 2017, lanzó su primer álbum solista, marcando el inicio de su carrera profesional en la música. Entre 2010 y 2024, ha lanzado 5 álbumes, incluyendo 3 en vivo, 1 en vivo en estudio y 1 en estudio. Su discografía también incluye 9 sencillos (5 en estudio, 3 en vivo y 1 en vivo en estudio) y 1 EP en vivo. Su más reciente lanzamiento, el sencillo "VUELVE A MI VIDA", salió en marzo de 2024 y marca su regreso a los escenarios chilenos después de una pausa de 3 años.
Ha actuado en los escenarios más importantes de Chile, como el Movistar Arena y el Teatro Caupolicán. Además, ha participado en festivales destacados como Pulsar, Cosquín Rock, Woodstaco, Puchuncahuín y Puescofest. Ha grabado con íconos de la música chilena como Santiago del Nuevo Extremo y Florcita Motuda, y su éxito "BAJO LAS ESTRELLAS" fue destacado en un programa especial en BBC Radio 6 Music del Reino Unido.

## Carrera Empresarial
Thiago Lyra es fundador y CEO de Lyra Trading & Holding Corporation, una empresa encargada de administrar los derechos de las marcas-concepto creadas por él. También actúa como consultor independiente en el área de planeamiento estratégico comunicacional para organizaciones sociales, negocios, artistas y, principalmente, políticos.

## Carrera Editorial
Como escritor, Thiago Lyra es autor de tres libros destacados. Uno de ellos es "La Constitución de la Dignidad - Primer Borrador", que consiste en una propuesta completa de constitución política para Chile. El otro libro se titula "A Heptadimensionalidade do Ser - filosofía aplicada à engenharia social", resultado de su búsqueda de más de una década por un sistema filosófico completo y aplicable a todas las cosas, y el más reciente, "El gran plan", un controverso libro firmado con su nombre eclesiástico, también publicado en inglés y portugués.

## Carrera Política
Thiago Lyra inició su trayectoria en la política a los 14 años de edad como dirigente estudiantil. Disputó su primera elección en 2008, a los 23 años, cuando se postuló como concejal de su ciudad natal, São Gonçalo, por el Partido Socialista Brasileiro (PSB). Posteriormente, en 2022, se postuló como diputado federal por Río de Janeiro por el partido AGIR (antiguo Partido Trabalhista Cristão). En la actualidad, se dedica a la construcción de su propio movimiento político, el Movimiento Sétima República (M7R) y también actúa como estrategista político en campañas electorales.

## Notoriedad
Thiago Lyra ha aparecido en diversos medios de comunicación chilenos, brasileños e incluso europeos, aunque su reconocimiento y notoriedad son mucho mayores en Chile que en Brasil.